# Cucullia scopariae
Cucullia scopariae is een vlinder uit de familie uilen (Noctuidae). De wetenschappelijke naam is voor het eerst geldig gepubliceerd in 1853 door Dorfmeister.
De soort komt voor in Europa.